# ОБЭРИУ
ОБЭРИУ́ (Объединение реального искусства) — группа писателей и деятелей культуры, существовавшая в 1927 — начале 1930-х годов в Ленинграде.
В группу входили Даниил Хармс, Александр Введенский, Николай Заболоцкий, Константин Вагинов, Юрий Владимиров, Игорь Бахтерев, Дойвбер Левин.
ОБЭРИУты декларировали отказ от традиционных форм искусства, необходимость обновления методов изображения действительности, культивировали гротеск, алогизм, поэтику абсурда.

В своём стремлении наряду с политической революцией осуществить революцию в искусстве обэриуты были под влиянием футуристов (в особенности В. Хлебникова), А. Кручёных и И. Терентьева; выступали, однако, против «зауми», заумного языка в искусстве. Их методом изображения действительности и воздействия на неё было искусство абсурда, отмена логики и общепринятого времяисчисления в поэтических произведениях, необычное противопоставление отдельных частей произведений, которые сами по себе реалистичны. В своих пьесах Хармс и Введенский почти отказываются от последовательности действия и идентичности персонажей; действие калейдоскопично и раздроблено, вплоть до отдельных реплик в диалогах. Персонажи, действующие как марионетки, служат отражением разношёрстности людей и бездуховности их существования.

Нападки со стороны официозной критики, невозможность печататься заставили некоторых обэриутов переместиться в «нишу» детской литературы (Введенский, Хармс, Владимиров и др.). Многие участники ОБЭРИУ и их родственники были репрессированы, погибли в заключении.
К обэриутам были близки поэт Николай Олейников, филолог Николай Харджиев, писатель Евгений Шварц, философы Яков Друскин и Леонид Липавский, а также художники Казимир Малевич, Павел Мансуров, Владимир Стерлигов, Павел Филонов и члены его коллектива МАИ, Сергей Цимбал, художницы Татьяна Глебова и Алиса Порет.

## История
Группа начала складываться с 1925 года под неофициальным названием «чинари».
Ядро будущего объединения (Д. Хармс, А. Введенский, Н. Заболоцкий, И. Бахтерев) сформировалось в 1926 году, когда возникла группа «Левый фланг», в 1927 году взявшая название «Академия левых классиков», а затем — ОБЭРИУ. 24 января 1928 года в ленинградском Доме печати прошло первое публичное выступление обэриутов — «Три левых часа» — состоявшее, как видно из названия, из трёх частей:
- час первый — выступление поэтов А. Введенского, Д. Хармса, Н. Заболоцкого, К. Вагинова, И. Бахтерева;
- час второй — показ спектакля по пьесе Д. Хармса «Елизавета Бам» (композиция Д. Хармса, И. Бахтерева и Б. Левина, декорации и костюмы И. Бахтерева, роли исполняли Грин (А. Я. Гольдфарб), Павел Маневич, Юрий Варшавский, Е. Вигилянский, Бабаева и Этингер);
- час третий — показ монтажного кинофильма «Мясорубка», созданного Александром Разумовским и Климентием Минцем.

Вёл вечер А. Введенский.
Впоследствии устные выступления, каждый раз подвергавшиеся резкой критике в печати, стали основной формой публичного существования ОБЭРИУ. Попытки издания коллективного сборника закончились неудачей.
Помимо существования публичного, была частная жизнь, регулярные встречи и беседы, судить о характере и интенсивности которых можно по сочинению Л. Липавского «Разговоры». Внутри объединения фактически существовал домашний кружок (Д. Хармс, А. Введенский, Л. Липавский, Я. Друскин), во многом определявший направление художественного и философского поиска обэриутов.

## Преследования и судьба наследия
1 апреля 1930 года состоялось последнее публичное выступление обэриутов. Участвовали Хармс, Левин, Владимиров и фокусник Пастухов. Через неделю в газете «Смена» вышла разгромная статья Льва Нильвича (Никольского), охарактеризовавшего поэзию обэриутов как «заумное жонглёрство», «протест против диктатуры пролетариата» и «поэзию классового врага». Месяцем позже журнал «Ленинград» в своей публикации объявил их творчество «враждебным нашему социалистическому строительству», а вечер в университетском общежитии приравнял к вылазке реакционной группы.
Последним годом существования ОБЭРИУ был 1931 год, когда Введенский, Хармс и Бахтерев были арестованы по политическому делу и сосланы. Позже бывшие члены группы продолжали поддерживать личные дружеские отношения.
Из участников ОБЭРИУ и близких им писателей только Заболоцкий и Вагинов смогли издать книги в 1920—1930-х годах (если не считать обильно издававшихся сочинений для детей).
Репрессии (Хармс и Введенский умерли в заключении в 1941—1942 годах, Олейников был расстрелян в 1937 году, родители Вагинова высланы и погибли), война (Л. Липавский и Д. Левин погибли на фронте) и ленинградская блокада, во время которой были утрачены многие архивы, привели к тому, что значительное число произведений обэриутов не сохранилось. Так, из взрослых сочинений рано умершего Ю. Владимирова известен лишь рассказ «Физкультурник», утрачены все недетские произведения Д. Левина, в том числе роман «Происхождение Феокрита», не дошли до нас и многие стихотворения, пьесы и прозаические сочинения Введенского, включая роман «Убийцы вы дураки». При этом чрезвычайно важным собранием рукописей стал архив Д. Хармса, хранившийся у его жены Марины Малич и спасённый от уничтожения усилиями Якова Друскина.
До 1956 года (хрущёвская оттепель) речи об издании произведений обэриутов идти не могло. Исключение составляли стихи Заболоцкого, после пятилетнего лагерного заключения отказавшегося от прежней поэтики, и официозные пьесы Бахтерева (продолжавшего при этом писать «в стол» авангардные рассказы и стихи).
После 1956 года в СССР начали переиздаваться детские стихи Хармса и Введенского, а на Западе стали выходить другие их сочинения, в значительной мере благодаря работе Михаила Мейлаха и Владимира Эрля.
В 1960 году о существовании ОБЭРИУ напомнила Лидия Чуковская в своей известной книге «В лаборатории редактора».
Начиная со второй половины 1980-х годов (перестройка) произведения обэриутов широко издавались в СССР и продолжают издаваться в России.
Игорь Бахтерев продолжал писать не предназначавшиеся для советской печати стихи и прозу в обэриутском духе. В конце 1970-х годов сблизился с поэтами-трансфуристами (Ры Никонова, Сергей Сигей, Борис Констриктор), в 1978 году стихи Бахтерева были впервые опубликованы за границей, а с 1980 года он начал регулярно печататься в самиздатском журнале «Транспонанс». Первая публикация стихов и прозы Бахтерева в официальной советской печати состоялась только в 1987 году в рижском журнале «Родник». Скончался в Петербурге 20 февраля 1996 года.

## Философия
Обэриуты в своём манифесте заявили: «Кто мы? И почему мы? Мы — поэты нового мироощущения и нового искусства… В своём творчестве мы расширяем и углубляем смысл предмета и слова, но никак не разрушаем его. Конкретный предмет, очищенный от литературной и обиходной шелухи, делается достоянием искусства. В поэзии — столкновение словесных смыслов выражает этот предмет с точностью механики». Основные способы построения текста — языковые и речевые аномалии, орфографические ошибки, «пятое значение», опровергание собственных слов, фрагментарность, отсутствие логики и другие.
Обэриуты утверждали, что наряду с существующими четырьмя значениями предмета (начертательным, эмоциональным, целевым и эстетическим), которые закрепляют отношения между человеком и предметом, необходимо ввести «пятое значение», которое определяется самим фактом существования предмета и обеспечивает ему полную свободу, освобождая от условных связей. То есть слово рассматривается как предмет, а предмет — как слово (например, «за кончик буквы взяв, я поднимаю слово шкаф»).
Важнейшим принципом в поэтике обэриутов является релятивность. Этот принцип состоит в том, что когда последующий фрагмент текста опровергает предыдущий, опровергаемый элемент из текста не изымается. В качестве примера можно привести начало рассказа Хармса «Четвероногая ворона»: «У вороны, собственно говоря, было пять ног, но об этом говорить не стоит». Существуют даже целые рассказы, построенные на этом принципе, например, рассказ Хармса «Голубая тетрадь № 10». Рассказ начинается так: «Был один рыжий человек…». Затем мы узнаём, что у этого человека не было волос, ушей, рта и внутренностей. Рассказ заканчивается словами: «Ничего не было! Так что непонятно, о ком идёт речь. Уж лучше мы о нём не будем говорить».
Как пишет в своей статье «Чинари-обэриуты» поэт и культуролог, исследователь русской поэзии Алексей Машевский:

Творчество чинарей-обэриутов вовсе не носило характера «игры в бессмыслицу», «в заумь», как это было принято считать ещё совсем недавно. Их волновали глубокие экзистенциальные вопросы: отношение к времени, к смерти, к возможности высказывания, к самому языку, его приспособленности для описания мира.

Эти проблемы нашли отражение в работах философа-экзистенциалиста Якова Друскина. В основе его творчества лежит взгляд на мир, на человека как на воплощенное противоречие: соединение, отождествление в принципе нетождественных начал. Опираясь, в частности, на открытия феноменологии Гуссерля, он формулирует ряд нерационализируемых парадоксов, лежащих в основе бытия.
Многие сформулированные им принципы тесно связаны с важными тезисами христианства; так, определение «Богочеловеческой», двойственной природы Христа находит отражение в его универсальном принципе «тождества нетождественного».

## Творчество
Литературные эксперименты писателей-обэриутов, разные по своему подходу, сходны столкновением элементов традиционной литературной формы с неожиданным алогизмом, возникновением в тексте некоторого отклонения, создающего брешь в стереотипе восприятия, позволяющую взглянуть на реальность «сквозь» неё, разрушить предзаданный образ восприятия («гештальт»), что вынуждает включить сознание в вынужденную работу по восстановлению смысловой целостности картины. Это отклонение перекликается с ещё одним принципом философии Друскина — «небольшой погрешности в некотором равновесии».
Поэзия Александра Введенского построена на основе работы с самой структурой языка. Он задействует привычные размеры (пушкинские, державинские), лексику, знакомые логические и речевые структуры, узнаваемые аллюзии, традиционные элементы формы, формирующие для читателя некое внешнее звучащее окружение, и в то же время не даёт состояться окончательному смысловому выражению, постоянно сбивая его столкновением в чём-то близких, но совершенно не предусмотренных языком понятий, слов, на зазоре между которыми и рождается некий ощущаемый, но, как правило, неформулируемый, смысл.
В одном из разговоров сам поэт так говорит о своих экспериментах в области языка:

Я усумнился, что, например, дом, дача и башня связываются и объединяются понятием здание. Может быть, плечо надо связывать с четыре… И я убедился в ложности прежних связей, но не могу сказать, какие должны быть новые.

Ранняя поэзия Николая Заболоцкого в чём-то схожа с поэзией Введенского, а именно — экспериментами в лексической и семантической области языка. Также, опираясь на поэтический контекст, в частности, на одическую традицию XVIII века, поэт одновременно обновляет её, внося совершенно не предусмотренные традицией лексические, сюжетные и прочие ходы. Однако, в отличие от поэзии Введенского, у него внутренние лексические столкновения всё же нацелены на формулирование некоторой законченной, хотя и неожиданной, мысли или образа.
Для поэзии Заболоцкого характерно близкое к поэзии Олейникова задействование тем и образов, связанных с природой, животными, и, в особенности, с насекомыми. Однако это происходит с совершенно другой позиции, не создания метафорического образа, а реального, личного отношения.
Поэзия Николая Олейникова воспринимается многими как пародия, сатира в духе Козьмы Пруткова. Однако эта сатира, эти условные бытовые маски, этот «галантерейный» язык — лишь бутафория, сквозь которую внезапно проступает живая интонация самого поэта, и в такие моменты оживления бытовой ситуации своим собственным присутствием, то, что казалось нелепым и смешным со стороны, вдруг становится безвыходным, трагическим и даже страшным.
Одна из основных тем Николая Олейникова — тема, заявленная в стихотворении «Таракан». Эта тема — существа, живущего в обессмысленном мире и гибнущего в процессе каких-то бессмысленных экспериментов, существа вполне ничтожного, но по своей способности переживать трагичность собственной жизни уравненного героям «высоких» трагедий — удивительным образом перекликается с творчеством Франца Кафки.
Творчество Даниила Хармса имеет много общего с творчеством других обэриутов. Помимо семантической бессмыслицы Хармс использует и «заумь», конструируя новые слова. В целом его поэзия близка поэзии Введенского, Заболоцкого, Вагинова. Главное, всё же, на чём сосредотачивается автор в своем творчестве — бытовые детали, его бессмыслица чаще носит ситуативный характер. Наиболее явно это в его прозаических произведениях.
В своем прозаическом творчестве Хармс — скорее разоблачитель сложившихся систем, жанров, вскрывающий абсурд ситуации или привычной литературной формы.